# Bajir
Bajir (aussi Bajar ou Bahar) est une divinité mineure vénérée par la tribu arabe pré-islamique Azd. 
En plus des Azd, il semble également que d'autres tribus voisines telles que Tayy et al-Qudaa (en) auraient vénéré la divinité.
Dans les premières années de l'islam, Mazin bin Gadhuba al-Tayy, originaire d'Oman, aurait été le dernier gardien de Bajir. Au cours d'un sacrifice, Mazin aurait entendu une voix lui demandant de renoncer à sa foi en Bajir et de se convertir à l'islam. Mazin aurait détruit la statue de Bajir et consacré le reste de sa vie à la propagation de l'islam dans la région.  